# Micky van de Ven
Micky van de Ven (* 19. April 2001 in Wormer, Noord-Holland) ist ein niederländischer Fußballspieler. Er spielte seit seiner Jugend für den Zweitligisten FC Volendam und wechselte 2021 zum deutschen Bundesligisten VfL Wolfsburg. Seit Sommer 2023 steht er in der englischen Premier League bei Tottenham Hotspur unter Vertrag. Van de Ven ist niederländischer Nationalspieler.

## Karriere

### Verein
Micky van de Ven hatte in seinem Geburtsort Wormer bei der WSV 1930 mit dem Fußballspielen begonnen, bevor er zur Saison 2013/14 in die U13 des FC Volendam wechselte. In seiner Jugendzeit war er zunächst Stürmer. Im Oktober 2019 gab er im Alter von 18 Jahren sein Debüt als Profi in der zweiten niederländischen Liga und kam in 19 Spielen der Saison 2019/20 – in der Regel in der Startelf – als Innenverteidiger zum Einsatz. Die Saison wurde aufgrund der COVID-19-Pandemie vorzeitig abgebrochen, Auf- oder Absteiger gab es nicht. Auch in der Saison 2020/21 war van de Ven Stammspieler in der Innenverteidigung. Zum Saisonende belegte der FC Volendam den sechsten Platz. Van de Ven rief Ende August 2021 erfolglos das Schiedsgericht des niederländischen Fußballverbandes (KNVB) an, um eine Auflösung seines bis 2023 laufenden Vertrages zu erreichen und zu einer Ablösesumme von kolportierten zwei Millionen Euro in die deutsche Bundesliga zum VfL Wolfsburg mit dem niederländischen Trainer Mark van Bommel zu wechseln.
Kurz vor Ende der Sommertransferperiode 2021 wechselte er schließlich zum VfL Wolfsburg, bei dem er einen Vertrag mit einer Laufzeit bis 2025 unterschrieb. Für den FC Volendam war dies ein „Rekordtransfer“. In der Saison 2021/22 absolvierte van de Ven unter van Bommel und dessen Nachfolger Florian Kohfeldt – zum Teil verletzungsbedingt – nur fünf Spiele, in der Spielzeit 2022/23 hingegen wurde er von Trainer Niko Kovač in 33 der 34 Ligaspiele des VfL über die jeweils volle Spielzeit eingesetzt; er verpasste ein Spiel wegen einer Gelbsperre. Während der Saison war Anfang März 2023 seine Vertragslaufzeit beim VfL bis 2027 verlängert worden. Nach Saisonende wurde er in einer vereinsinternen Fanwahl zum „Spieler der Saison“ des VfL gewählt.
In der Sommerpause 2023 wechselte van de Ven in die englische Premier League zu Tottenham Hotspur. Sein Vertrag läuft bis 2029. In der Saison 2023/24 stand er in den ersten elf Ligaspielen in der Startelf, verletzte sich aber Anfang November 2023 am Oberschenkel und fiel bis Mitte Januar 2024 aus.

### Nationalmannschaft
Im August 2021 wurde Micky van de Ven von Trainer Erwin van de Looi für die niederländische U21-Nationalmannschaft nominiert und kam im November des Jahres schließlich erstmals zum Einsatz. Mit der U21 spielte er als Mannschaftskapitän die drei Gruppenspiele bei der U-21-Europameisterschaft 2023, nach denen die Mannschaft aus dem Turnier ausschied.
Im Oktober kam er in zwei Qualifikationsspielen zur Europameisterschaft 2024 zu seinen ersten Einsätzen für die A-Nationalmannschaft.

## Erfolge
- Europa-League-Sieger: 2025